# Acido docosaesaenoico
L'acido docosaesaenoico (nella letteratura scientifica abbreviato in DHA, acronimo dell'inglese Docosahexaenoic Acid), o acido cervonico, è un acido grasso omega-3 o PUFA n-3, con notazione abbreviata 22:6Δ4c,7c,10c,13c,16c,19c.
Il DHA è un componente strutturale primario del cervello umano, della corteccia cerebrale, della pelle e della retina.

## Descrizione
Per la sua struttura chimica, il DHA è un acido carbossilico con una catena di 22 atomi di carbonio e 6 doppi legami in posizione cis; il primo doppio legame si trova sul terzo atomo di carbonio dalla posizione terminale omega del gruppo metile.
Sono ricchi di DHA i pesci oceanici di acque fredde. La maggior parte del DHA presente nei pesci e negli organismi complessi, che vivono nelle fredde acque oceaniche, proviene dalle alghe fotosintetiche; diventa sempre più concentrato negli organismi man mano che si sale lungo la catena alimentare. 
Il DHA è anche prodotto commercialmente da microalghe, Crypthecodinium cohnii che è un microrganismo del genere Schizochytrium.
Il DHA prodotto utilizzando microalghe è di origine vegetale.
Alcuni animali con accesso al mare sintetizzano molto poco il DHA attraverso il metabolismo, ma l'assumono soprattutto con la dieta. 
Tuttavia, negli erbivori e nei carnivori che non mangiano il pesce, il DHA è prodotto internamente a partire dall'acido α-linolenico, un acido grasso omega-3 che si può trovare in alcune piante, ad esempio nei semi di lino ed anche in animali che si nutrono di piante. La conversione dell'acido α-linolenico (ALA) in DHA richiede più passi dove agiscono in sequenza enzimi elongasi e desaturasi passando per la formazione di acido eicosapentaenoico. Il processo è scarsamente efficiente ed il DHA può essere considerato un acido grasso essenziale.
Il DHA può essere metabolizzato per azione della COX-2 fino a formare i docosanoidi, docosatrieni, resolvine (RvE1, RvD1, RvD2, RvD3, RvD4) e la neuroprotettina D1 (NPD1). Queste sostanze agiscono in modo simile agli ormoni, regolando varie funzioni cellulari citoplasmatiche e di membrana e svolgendo un ruolo importante in numerose funzioni dell’organismo tra cui l’infiammazione, la pressione arteriosa, la reattività bronchiale e l’aggregazione piastrinica.
Il DHA è il principale acido grasso dei fosfolipidi nel cervello e nella retina e influisce sulla qualità dello sperma. Sono in corso ricerche per valutare il ruolo potenziale o i benefici collegati al DHA in varie patologie, e malattie cardiovascolari.
Bassi livelli di DHA sembrano associati con la malattia di Alzheimer.